# أسنان (فلم)
أسنان (بالإنجليزية: Teeth) هو فيلم رعب ، كوميديا سوداء أنتج سنة 2007 ، من إخراج وكتابة وإنتاج ميتشيل ليشتنشتاين . الفيلم من بطولة جيس ويكسلر ، هال أبلمان ، وجون هانسلي .
الفيلم عرض لأول مرة بمهرجان صاندانس السينمائي في 19 يناير 2007 ، ومن توزيع شركة وينشتاين .

## روابط خارجية
- مقالات تستعمل روابط فنية بلا صلة مع ويكي بيانات
- Teeth على موقع أول موفي.
- Talking TEETH With Director Mitchell Lichtenstein